# Suzuki Kizashi
O Suzuki Kizashi é um automóvel do segmento D fabricado pela montadora japonesa Suzuki. Foi lançado nos Estados Unidos em 30 de julho de 2009. O Kizashi foi colocado à venda no Japão em 21 de outubro de 2009, na América do Norte em 1º de dezembro de 2009 e na Austrália e Nova Zelândia em 11 de maio de 2010. É o primeiro automóvel do segmento D da Suzuki vendido no mercado australiano. Em fevereiro de 2011, o Kizashi foi disponibilizado para o mercado indiano. O carro também estava disponível nos mercados europeus.
Em dezembro de 2013, a Suzuki anunciou que o Kizashi seria gradualmente descontinuado nos mercados globais e não teria um sucessor. Apesar de um bom histórico técnico, o carro sofreu com vendas fracas devido à Grande Recessão e à saída da Suzuki dos mercados americano e canadense em 2013 e 2014, respectivamente. Em dezembro de 2015, a produção do carro foi encerrada na fábrica de Sagara.